# چرتالاکوش
چِرتالاکوش (به مجاری:  Csertalakos) یک شهرداری در مجارستان است که در زالا واقع شده‌است. چرتالاکوش ۱٫۹۹ کیلومتر مربع مساحت و ۴۴ نفر جمعیت دارد.